# Wampum

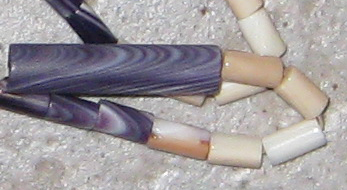
Wampum feito com conchas de búzios e de quahog. Artesanato feito por Elizabeth James Perry (Aquinnah Wampanoag/Eastern Band Cherokee), c. 2009.

Wampum é a designação dada a contas feitas de conchas de moluscos marinhos, tradicionalmente consideradas sagradas pelas tribos ameríndias da região nordeste do continente norte-americano. Wampum inclui as contas brancas feitas com as conchas do búzio Busycotypus canaliculatus e as contas brancas e púrpura feitas com conchas da amêijoa quahog (todos moluscos comuns na costa atlântica da América do Norte). As contas de wampum eram entretecidas com fibras vegetais e animais para criar cintos wampum destinados a comemorar eventos históricos ou importantes marcos pessoais e para troca de presentes em importantes ocasiões sociais, tais como casamentos. Nos tempos coloniais, os colonos europeus por vezes usaram wampum como moeda para negociar com os povos ameríndios.